# Iphiaulax safderezae
Iphiaulax safderezae är en stekelart som beskrevs av Lal 1939. Iphiaulax safderezae ingår i släktet Iphiaulax och familjen bracksteklar. Inga underarter finns listade i Catalogue of Life.